# Matlock Town FC
Matlock Town FC (celým názvem: Matlock Town Football Club) je anglický fotbalový klub, který sídlí ve městě Matlock v nemetropolitním hrabství Derbyshire. Založen byl v roce 1878 pod názvem Matlock FC. Od sezóny 2004/05 hraje v Northern Premier League Premier Division (7. nejvyšší soutěž). Klubové barvy jsou modrá a bílá.
Své domácí zápasy odehrává na stadionu Causeway Lane s kapacitou 5 500 diváků.

## Historické názvy
Zdroj: 
- 1878 – Matlock FC (Matlock Football Club)
- 1946 – Matlock Town FC (Matlock Town Football Club)

## Získané trofeje
- FA Trophy ( 1× )
  - 1974/75
- Derbyshire Senior Cup ( 10× )
  - 1974/75, 1976/77, 1977/78, 1983/84, 1984/85, 1991/92, 2003/04, 2009/10, 2014/15, 2016/17

## Úspěchy v domácích pohárech
Zdroj: 
- FA Cup
  - 3. kolo: 1976/77
- FA Trophy
  - Vítěz: 1974/75

## Umístění v jednotlivých sezonách
Stručný přehled
Zdroj: 
- 1892–1893: Midland Football Alliance
- 1894–1896: Midland Football League
- 1961–1969: Midland Football League
- 1969–1987: Northern Premier League
- 1987–1996: Northern Premier League (Premier Division)
- 1996–2004: Northern Premier League (Division One)
- 2004– : Northern Premier League (Premier Division)

Jednotlivé ročníky
Zdroj: 
Legenda: Z - zápasy, V - výhry, R - remízy, P - porážky, VG - vstřelené góly, OG - obdržené góly, +/- - rozdíl skóre, B - body, červené podbarvení - sestup, zelené podbarvení - postup, fialové podbarvení - reorganizace, změna skupiny či soutěže
| Sezóny  | Liga                                       | Úroveň | Z  | V  | R  | P  | VG | OG | +/- | B  | Pozice |
| ------- | ------------------------------------------ | ------ | -- | -- | -- | -- | -- | -- | --- | -- | ------ |
| 2009/10 | Northern Premier League (Premier Division) | 7      | 38 | 17 | 9  | 12 | 72 | 49 | +23 | 60 | 7.     |
| 2010/11 | Northern Premier League (Premier Division) | 7      | 42 | 20 | 6  | 16 | 74 | 59 | +15 | 66 | 11.    |
| 2011/12 | Northern Premier League (Premier Division) | 7      | 42 | 12 | 14 | 16 | 52 | 54 | -2  | 50 | 14.    |
| 2012/13 | Northern Premier League (Premier Division) | 7      | 42 | 12 | 9  | 21 | 54 | 80 | -26 | 45 | 17.    |
| 2013/14 | Northern Premier League (Premier Division) | 7      | 46 | 18 | 13 | 15 | 61 | 53 | +8  | 67 | 12.    |
| 2014/15 | Northern Premier League (Premier Division) | 7      | 46 | 15 | 11 | 20 | 57 | 60 | -3  | 56 | 14.    |
| 2015/16 | Northern Premier League (Premier Division) | 7      | 46 | 14 | 10 | 22 | 59 | 79 | -20 | 52 | 17.    |
| 2016/17 | Northern Premier League (Premier Division) | 7      | 46 | 22 | 9  | 15 | 68 | 58 | +10 | 75 | 9.     |
| 2017/18 | Northern Premier League (Premier Division) | 7      | 46 | 18 | 6  | 22 | 69 | 75 | -6  | 60 | 15.    |
| 2018/19 | Northern Premier League (Premier Division) | 7      | 42 |    |    |    |    |    |     |    |        |